# Busan

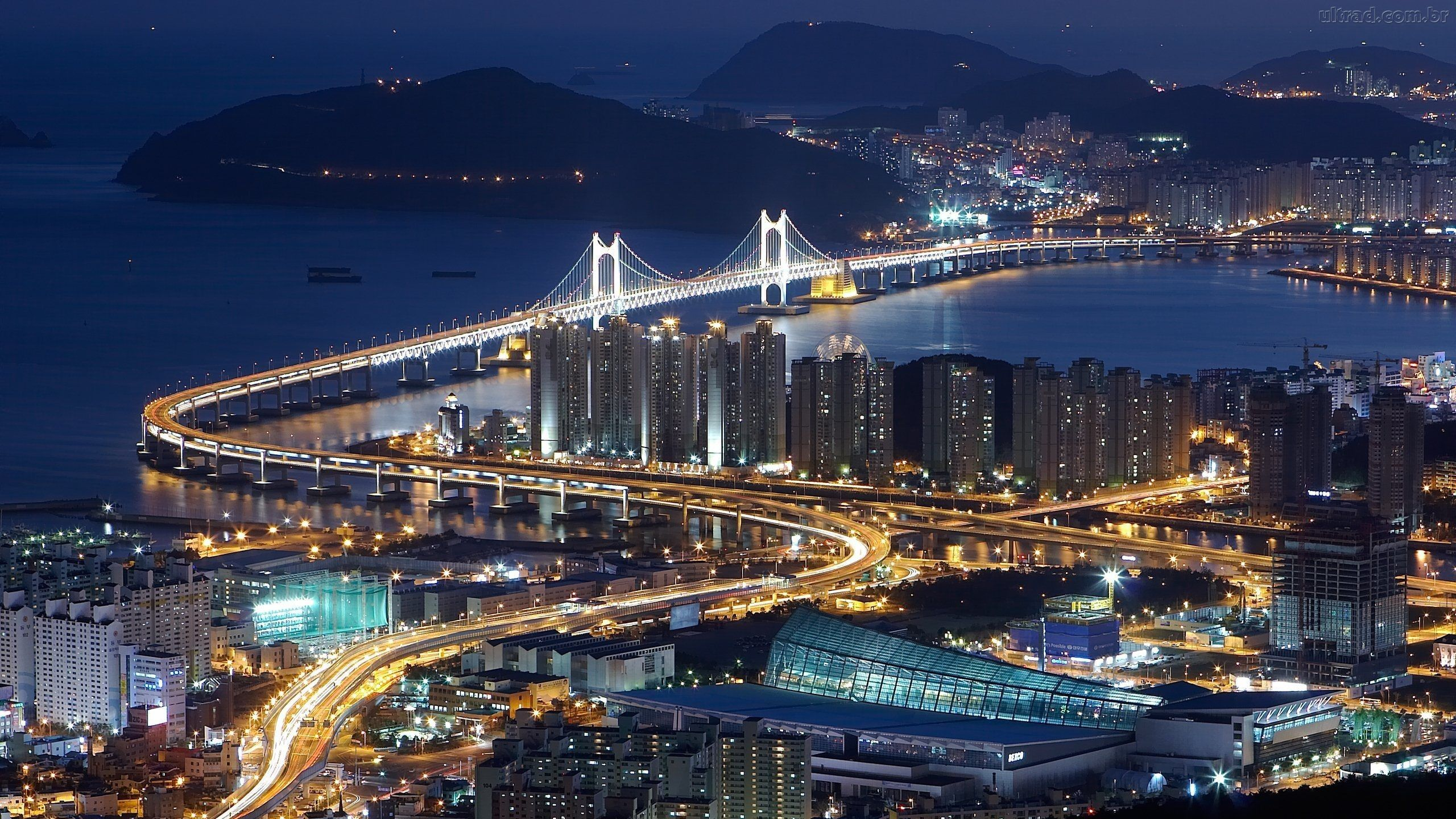
Cidade a noite

Busan (hangul: 부산; hanja: 釜山) (pronúncia: [pu.sɐn]), anteriormente conhecida como Pusan e agora oficialmente Cidade Metropolitana de Busan, é a segunda cidade mais populosa da Coreia do Sul (atrás da capital Seul), com uma população de mais de 3,5 milhões de habitantes. Sua área é de 770,04 km². É o centro económico, cultural e educacional do sudeste da Coreia, com seu porto sendo o mais movimentado do país e o oitavo mais movimentado no mundo, estando a apenas 190 km das ilhas japonesas de Kyushu e Honshu. A área ao redor da "Zona Económica do Sudeste" (incluindo Ulsan e Gyeongsang do Sul) é a maior área industrial da Coreia do Sul.
Busan é dividida em 15 distritos administrativos e em um único condado. A área metropolitana completa, incluindo as cidades adjacentes de Gimhae e Yangsan, possui uma população de aproximadamente 4.6 milhões. As áreas com maior número de construções estão situadas em vales estreitos entre os rios Nakdong e Suyeong, com montanhas separando a maior parte dos distritos. O rio Nakdong é o rio mais longo da Coreia e a Praia Haeundae é a maior e a mais conhecida praia do país.
Busan é um centro de torneios desportivos na Coreia, tendo sediado os Jogos Asiáticos de 2002 e a Copa do Mundo FIFA de 2002. Também abriga a maior loja de departamentos do mundo, a Shinsegae Centum City.

## Etimologia
O nome "Busan" é a Romanização Revisada do nome da cidade desde o final do século XVI. Ele  oficialmente substituiu a romanização McCune-Reischauer Pusan em 2000. O nome 釜山 (agora escrito 부산 usando o silabário hangul) é o a palavra sino-coreana para "Montanha Chaleira", a qual acredita-se ser o antigo nome do Monte Hwangryeong (황령산, 荒嶺山, Hwangryeong-san) no coração da cidade.

## História
Relíquias do neolítico foram descobertas em sambaquis em Dongsam-dong, e um sambaqui datado entre os séculos I a.C. e III d.C. foi achado no distrito Dongnae.
Geochilsan-guk é registado como uma chefatura da Confederação Jinhan durante os séculos II e IV. Ele foi absorvido por Silla e organizado como um distrito (gun). Objetos funerários escavados de sambaquis em Bokcheon-dong indicam que uma complexa chefatura governada por poderosos indivíduos estava presente na área de Busan no século IV, época em que os Três Reinos da Coreia estavam se formando. Os sambaquis funerários de Bokcheon-dong foram construídos no topo de uma colina que tem vista para uma ampla área que constituem partes dos atuais Dongnae-gu e Yeonje-gu. Arqueólogos escavaram mais de 250 armas e pedaços de armadura de ferro do Túmulo N° 38, uma câmara funerária de madeira em Bokcheon-dong.
A cidade também é conhecida por sua indústria global MICE (Reuniões, Incentivos, Conferências e Exposições). A cidade ocupa a 5ª posição na Ásia e a 10ª no mundo em termos do número de conferências internacionais realizadas na cidade. A zona de convenções e exposições da cidade possui excelentes condições e infraestrutura para sediar eventos internacionais de grande escala, que incluem o BEXCO em Centum City, a Casa Nurimaru APEC e hotéis de luxo nas proximidades de belos ambientes naturais. 

## Economia
Busan é a segunda maior cidade da Coreia, um centro de logística marítima no nordeste da Ásia, com seus mega-portos de classe mundial e uma porta de entrada para o continente euro-asiático. Em 2017, a cidade marítima registou um PIB de US$ 758,4 biliões, com um PIB per capita de US $ 22 mil. A economia da cidade é composta pela indústria de serviços (70,3%), indústria (19,8%), construção (5,9%), agricultura e pesca (0,8%) e outros setores (3,2%).
Como o 6º maior porto do mundo, o porto de Busan processou 20,47 milhões de TEU de volume de carga em contêineres em 2017. O terminal de continentes do porto possui 43 berços - 20 berços no Porto Norte e 23 berços no Novo Porto de Busan (incluindo 2 berços multiusos). Além disso, a cidade é um centro de ciência marinha e P & D, e abriga várias instituições relevantes, como o Instituto Marítimo da Coreia (KMI), o Instituto Coreano de Ciência e Tecnologia Oceânica (KIOST), o National Fishery Products Quality Management. Serviço, a Agência Hidrográfica e Oceanográfica da Coreia (KHOA), e o Museu Marítimo Nacional da Coreia, localizado no Complexo de Inovação Dongsam, no distrito de Yeongdo-gu. Além disso, o Congresso Mundial da Federação Internacional das Associações de Freight Forwarders (FIATA) está programado para ser realizado em Busan em 2020. (Busan New Port).
Além disso, Busan é a cidade de festivais e filmes. Uma variedade de festivais é realizada na cidade durante todo o ano. Após o Festival Joseon Tongsinsa (Registro de Documentos sobre Joseon Tongsinsa na Memória do Mundo da UNESCO em 2017) e o Festival do Porto de Busan em maio, o Busan Sea Festival na Praia de Haeundae, a maior praia da Coreia, e o Busan International Rock Festival lugar em agosto. Em particular, outubro é o mês perfeito para desfrutar de uma variedade de festivais, como o Festival Internacional de Cinema de Busan, o maior festival de cinema da Ásia, o Busan Fireworks Festival e o One Asia Festival, um festival global de música K-pop. Além disso, a G-Star, a maior exposição de jogos na Coreia, e o Campeonato Mundial de e-Sports são realizados em novembro, seguido pelo Festival da Árvore de Natal de Busan em dezembro.
A cidade também é conhecida por sua indústria global MICE (Reuniões, Incentivos, Conferências e Exposições). A cidade ocupa a 5ª posição na Ásia e a 10ª no mundo em termos do número de conferências internacionais realizadas na cidade. A zona de convenções e exposições da cidade possui excelentes condições e infraestrutura para sediar eventos internacionais de grande escala, que incluem o BEXCO em Centum City, a Casa Nurimaru APEC e hotéis de luxo nas proximidades de belos ambientes naturais. As principais conferências internacionais em Busan incluem a Reunião de Líderes Econômicos da APEC de 2005, a Cúpula Comemorativa da ASEAN-República da Coreia de 2014 e as Reuniões Anuais do Grupo Banco Mundial de Desenvolvimento de 2018.
Além disso, Busan é também um centro de finanças. A Korea Exchange (KRX), a única operadora de câmbio de títulos da Coreia, está sediada em Busan. A cidade abriga várias instituições financeiras, como a Korea Technology Finance Corporation, a Korea Asset Management Corporation, a Korea Housing-Finance Corporation, a Korea Housing & Urban Guarantee Corporation, a Korea Securities Depository, a Korea Maritime Guarantee Insurance, a Maritime Finance Centre, A Korea Shipping e Maritime Transportation Co., Ltd, a Korea Asset Management Corporation e o BNK Financial Group.
As empresas representativas em Busan incluem Renault Korea Automobile, SM Marine, Busan Bank, Samsung Electro-Mechanics, CJ CheilJedang, Changshin INC, Busan Corporation, Renault Industrial, Dongkuk Steel, HJ Heavy Industries e Sungwoo Hi-Tech.

## Atrações

### Museus
- Museu de Busan
- Museu de História Natural Marinha de Busan
- Museu de História Moderna de Busan
- Museu Marítimo Nacional

### Parques, praias e resorts
- Geumjeongsan
- Parque Yongdusan e Busan Tower
- Praia Gwangalli
- Praia de Haeundae
- Taejongdae

### Templos e locais históricos
- Beomeosa
- Castelo japonês de Gijang
- Cemitério Memorial das Nações Unidas
- Haedong Yonggungsa
- Dongnaeeupseong
- Geumjeongsanseong

## Personalidades
- Park Jimin (stage name: Jimin) - membro do grupo sul-coreano BTS

- Jeon Jungkook (stage name: Jungkook) - membro do grupo sul-coreano BTS[14]
- Jeong Eunji - membro do grupo sul-coreano Apink.